# Aguinaga (Éibar)
Aguinaga (en euskera y oficialmente Aginaga procunciado en castellano como "Aguinaga") es una entidad de población, un barrio rural, del municipio de Éibar, perteneciente a la provincia de Guipúzcoa, en la comunidad autónoma del País Vasco en España. Forma parte del valle o cofradía de Soraen.
Se sitúa al norte del término municipal eibarrés en un alto, tras los collados de Ixua y Usartza ya en la cuenca del río Artibai ladera Este del monte Urko. Linda con la localidad vizcaína de Echeverría y el barrio de Barinaga perteneciente a Marquina-Jeméin también en Vizcaya. El núcleo urbano está conformado por la iglesia de San Miguel Arcángel  que tiene el cementerio adosado, el frontón, la ermita de San Antón, dos caseríos y la fuente construida en 1912. Dentro de la antigua organización foral, Aguinaga era una anteiglesia de la jurisdicción de la villa de Éibar.

## Etimología y lengua
Aguinaga, en euskera Aginaga significa "lugar de donde abunda el tejo" y procede de los vocablos "hagin" que significa "tejo" y el sufijo "aga" que indica "abundancia de...", aún haciendo referencia el topónimo a la abundancia de tejos en el lugar, en la actualidad no hay dichos árboles. En el euskera eibarrés se denomina Agiñaga (pronunciado en castellanos como "aguiñaga") o Agiña pronunciado en castellanos como "aguiña".
En Aguinaga se usa la variante del  euskera de Éibar que se encuentra dentro del dialecto occidental o vizcaíno.

## Historia
En el valle o cofradía de Soraen se encuentra la anteiglesia de Aguinaga que forma parte del municipio de Éibar. El centro neurálgico del núcleo urbano es la iglesia de San Miguel Arcángel de la que las primeras noticias documentadas existentes datan del año 1555 en la que se relata como los vecinos de Aguinaga habían pagado a la iglesia  de San Miguel su tributo o primicias. En 1656 licenciado Martín Gil vista el lugar y describe la iglesia. El 7 de abril de 1559 recibe la visita del delegado del obispado de Calahorra dice que una determinada cantidad de dinero 

se les fue abonado .../... vecinos de Aguinaga e parroquianos de la dicha iglesia sobre las primicias

 confirmando con ello ya su carácter parroquial y tres años después, el 20 de agosto de 1562, ya queda denominada como "iglesia de San Miguel de Aguinaga" en la visita que le hace el  Visitador General del obispado de Calahorra. Así sería referida en las visitas posteriores  donde se van dando datos y órdenes así como inventarios referentes al templo.
Hacia mediados del siglo XIX, la anteiglesia de Aguinaga tenía contabilizada una población de 116 habitantes. Aparece descrito en el primer volumen del Diccionario geográfico-estadístico-histórico de España y sus posesiones de Ultramar de Pascual Madoz con las siguientes palabras:

AGUINAGA: anteigl. en la prov. de Guipúzcoa (10 1/2 leg. de Tolosa), dióc de Calahorra, part. jud. de Vergara (2 1/4) y ayunt. de Eybar (1/4): sit. al NO. de la prov., límite de la de Vizcaya; clima frio y sano; se compone de 26 cas. con igl. parr. (S. Miguel) anejo de la de Eybar y servida por el beneficiado mas moderno de la matriz: su térm. confina con los valles de Olas y Astigarrivia, Eybar y prov. de Vizcaya: el terreno participa de monte y llano, pero poco fértil, aunque no escasea de agua: los caminos son locales y malos. Prod. maiz y trigo en corta cantidad: pobl. 22 vec., 116 alm. Contr. con su ayunt. (V. Eybar.)
(Madoz, 1845, p. 157)

## Demografía
Aguinaga es un pequeño núcleo rural conformado por caseríos, en el año 1800 se componía de veinticuatro caseríos sujetos a la jurisdicción de la villa. Para 1863 contaba con 210 habitantes. La población de Aguinaga ha ido descendiendo a lo larga del siglo XX, en 1960 estaban censados 130 personas. En septiembre de 1996 se contabilizaban 17 caseríos a los había que sumar otros seis que no eran residencia permanente y dos que ya estaban en ruinas, el número de vecinos era de 59. En el año 2022 solo estaban empadronados 55 habitantes.
| 2000 | 2001 | 2002 | 2003 | 2004 | 2005 | 2006 | 2007 |
| ---- | ---- | ---- | ---- | ---- | ---- | ---- | ---- |
| 61   | 53   | 50   | 52   | 52   | 49   | 46   | 51   |

## Caseríos
De la veintena larga de caseríos que hay en Aguinaga  algunos de ellos están muy cerca del límite que separa la provincia de Guipúzcoa con la de Vizcaya. Los caseríos Iteriaga y Larrañeta son los últimos caseríos al noroeste de Éibar. El caserío Oregizar se ubica en la divisoria, una mitad del mismo está en Guipúzcoa y la otra mitad en Vizcaya. Junto a los caseríos se han existido en Aguinaga dos molinos hidráulicos fueron Errotatxo o Agiñagaerrota y Zubitza o Zubierrota.
Caseríos
- Abua Azpikua / Abuaga Azpikoa
- Abua Gaiñekua / Abuaga Gainekoa
- Agiña Agarre / Aginagako Agirre
- Agiña Gaiñekua / Aginaga Gainekoa
- Aizpe / Arizpe
- Arando Aurten / Arando Aurtena
- Arando Barrena
- Arando Etxebarri
- Arando Itturralde / Arando Iturralde
- Arandoguena / Arando Goenaga
- Atxa
- Gorostixa / Gorostiaga
- Itterixa / Iteriaga
- Larrañeta
- Mendibil
- Orbesoren / Orbe Soraen
- Oreizar / Oregi Zahar
- San Roman
- Suiña / Suinaga
- Zumaran

## Patrimonio
El patrimonio del barrio se centra en la  iglesia de San Miguel, la ermita de San Román, de planta rectangular con un  pequeño atrio con un acceso en medio punto y el  caserío Suinaga  del siglo XVIII. Cerca de San Romás se encuentra el pequeño  humilladero de San Ildefonso.

## Fiestas
Se celebra la fiesta de barrio en honor a San Miguel Arcángel el día  29 de septiembre. En algún tiempo se celebraba una fiesta menor el 8 de mayo si bien en periodo de Pascua se celebraban en el valle las letanías o rogativas cuya primera estación era la iglesia de San Miguel. El 29 de septiembre se hacen ofrendas y se ofrecen refrigerios y colaciones especiales.